# Coupe Paul Dejean
La coupe Paul Dejean est une compétition française de rugby à XIII disputée sous forme de tournoi de type coupe de France entre les clubs de la troisième division sur le plan national du rugby à XIII (la Nationale 1).
Elle doit son nom à Paul Dejean, joueur international et dirigeant de rugby à XIII.
Cette compétition est organisée par la Fédération française de rugby à XIII.
L'édition 2019-2020, d'abord suspendue courant mars, est finalement annulée par la Fédération française de rugby à XIII, le 15 avril 2020, en raison de la pandémie de maladie à coronavirus. Par conséquent, le titre n'est pas attribué et la saison est officiellement considérée comme "blanche", selon l'instance fédérale.

## Palmarès
| Année | Vainqueur                                               | Score                                                   | Finaliste                                               |
| ----- | ------------------------------------------------------- | ------------------------------------------------------- | ------------------------------------------------------- |
| 2006  | Bégles                                                  | 30 - 23                                                 | Cavaillon                                               |
| 2007  | Salses                                                  | 38 - 20                                                 | Montpellier                                             |
| 2008  | Palau                                                   | 28 - 2                                                  | Ornaisons                                               |
| 2009  | Tonneins                                                | 13 - 12                                                 | Réalmont                                                |
| 2010  | Tonneins                                                | 22 - 16                                                 | Gifi Bias                                               |
| 2011  | Tonneins                                                | 27 - 23                                                 | Sauveterre-de-Comminges                                 |
| 2012  | Sauveterre-de-Comminges                                 | 24 - 16                                                 | Ornaisons                                               |
| 2013  | Villegailhenc                                           | 37 - 10                                                 | Salses                                                  |
| 2014  | Villegailhenc                                           | 34 - 16                                                 | Saint-Laurent-de-la-Salanque                            |
| 2015  | Ferrals                                                 | 27 - 26                                                 | Preixa-le-Lauquet                                       |
| 2016  | Ferrals                                                 | 45 - 31                                                 | Entraigues                                              |
| 2017  | Toulon                                                  | 28-24                                                   | Trentels                                                |
| 2018  | Pia                                                     | 28-22                                                   | Trentels                                                |
| 2019  | Tonneins                                                | 20-18                                                   | Réalmont                                                |
| 2020  | Épreuve annulée en raison de la pandémie de coronavirus | Épreuve annulée en raison de la pandémie de coronavirus | Épreuve annulée en raison de la pandémie de coronavirus |
| 2021  | Épreuve annulée en raison de la pandémie de coronavirus | Épreuve annulée en raison de la pandémie de coronavirus | Épreuve annulée en raison de la pandémie de coronavirus |
| 2022  | Épreuve annulée en raison de la pandémie de coronavirus | Épreuve annulée en raison de la pandémie de coronavirus | Épreuve annulée en raison de la pandémie de coronavirus |
| 2023  | Palau                                                   | 46-12                                                   | Réalmont                                                |
| 2024  | Pamiers                                                 | 44-22                                                   | Salses                                                  |
| 2025  | Pomas                                                   | 16-6                                                    | Toulouges-Baho                                          |